# Obręcz zęba

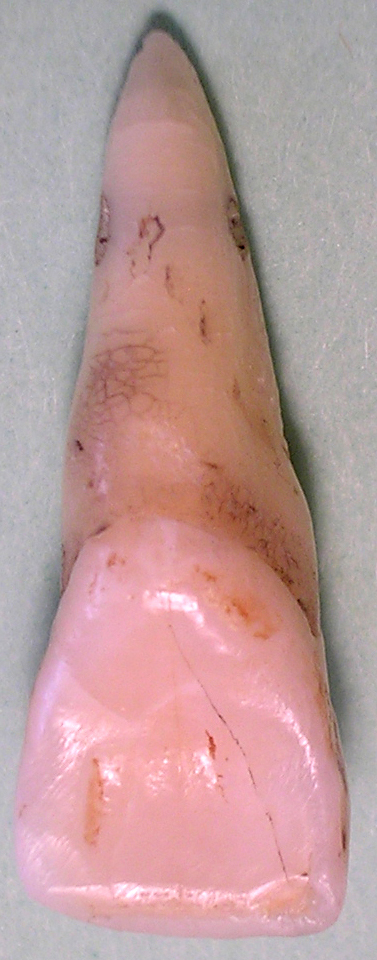
Widok na siekacz górny człowieka od strony językowej. Obręcz tego zęba znajduje się u podstawy, w zaznaczonym podświetleniem obszarze.

Obręcz zęba (łac. cingulum) – cecha anatomiczna występująca między innymi na przednich zębach, jak siekacze czy kły. Odnosi  się do części zęba, pojawia się od strony językowej i podniebiennej, tworzy wypukłą guzowatość na szyjkowej trzeciej części korony. Reprezentuje językowy lub podniebienny płat rozwojowy.